# Lucyna (film)
Lucyna – polski film obyczajowy z 1986 roku na podstawie opowiadania Jana Stoberskiego.

## Występują
- Magdalena Zawadzka
- Marek Walczewski – Wacek
- Jan Tadeusz Stanisławski
- Krzysztof Kiersznowski – Franek Bylik
- Krystyna Kołodziejczyk
- Halina Głuszkówna
- Teresa Gałczyńska – Kamila-Julka

## Fabuła
Samotny literat z kompleksami poznaje młodą dziennikarkę Lucynę. Zakochuje się w niej od pierwszego wejrzenia. Idealizuje ją, ale nie potrafi wyznać jej miłości. Lucynie Wacek nawet się podoba, ale ona chce ułożyć sobie życie. Kiedy poznaje pisarza Bylika, wychodzi za niego za mąż. Ten jednak bardziej kocha alkohol. Szybko się nudzi małżeństwem, zachęca Wacka do towarzyszenia Lucynie.